# Richard James Oglesby
Richard James Oglesby (Oldham megye, Kentucky, 1824. július 25. – Elkhart, Illinois, 1899. április 24.) az Amerikai Egyesült Államok szenátora (Illinois, 1873–1879).